# Michael Meyer (Historiker)
Michael Meyer (geboren 7. April 1940 in Magdeburg; gestorben 24. Januar 2022 in Los Angeles) war ein US-amerikanischer Historiker.

## Leben
Michael Meyer war ein Sohn des Magdeburger Fotojournalisten Karl Meyer und der Ilse Eger, er hatte drei Geschwister. Seine Eltern wurden in der Zeit des Nationalsozialismus verfolgt, da seine Mutter jüdische Vorfahren hatte, sein Großvater Hans Eger wurde im Ghetto Theresienstadt Opfer des Holocaust. Nach dem Krieg war der Vater kurzzeitig Bürgermeister der Gemeinde Domersleben, 1948 flüchtete die Familie in die Britische Zone nach Hannover. Aufgrund seiner Bürgermeistertätigkeit in der Sowjetischen Besatzungszone (SBZ) erhielt der Vater 1951 keine Einreiseerlaubnis für die USA. Michael Meyer reiste daher nur mit seinem 1935 geborenen Bruder Peter zu Bekannten der Familie in Los Angeles. Meyer studierte nach der High School am Santa Monica College und danach Geschichte an der University of California, Los Angeles (UCLA), wo er 1964 einen Master-Abschluss machte. Er heiratete 1964 Miriam Herschorn. Das Paar hatte zwei Kinder und lebte im Stadtteil Pacific Palisades.
Meyer wurde 1970 promoviert. Er wurde Professor für moderne deutsche und europäische Geschichte an der California State University, Northridge und lehrte dort 35 Jahre bis zu seiner Emeritierung. 
1996 organisierte er eine Ausstellung von Fotografien seines Vaters im Kulturhistorischen Museum Magdeburg.
Meyer war Amateurfußballer und spielte in der Universitätsmannschaft der UCLA. Mit der ursprünglich von Holocaustüberlebenden gegründeten halbprofessionellen Fußballmannschaft „Maccabi Los Angeles“ gewann er 1973 den National Challenge Cup.  
Meyer war mit Eric Braeden Gründer der German-American Cultural Society und wurde 1999 mit dem Bundesverdienstkreuz ausgezeichnet. 

## Schriften (Auswahl)
- The Politics of Music in the Third Reich. Peter Lang, 1991
- (Herausgeber): Fotografien aus dem Magdeburger Umland 1933–1935 von Karl Meyer. Oschersleben : Ziethen, 1996, ISBN 3-932090-00-4